# سيفين (إستديو)
سيفين (باليابانية: 株式会社アニメーションスタジオ・セブン، بالروماجي: Kabushiki-gaisha Animēshonsutajio Sebun) هو استوديو رسوم متحركة ياباني، متخصص في إنتاج الأنمي والهنتاي، تأسيس في سبتمبر عام 2007، ويقع مقره سوغينامي، طوكيو.

## أعمال الاستوديو
- أي ماي مي (2013) [3][4][5]
- لعبة الملك ذا أنيميشن (2017)[6]
- هولمز في كيوتو تيراماتشي سانجو (2018)[7]

## وصلات خارجية
- الموقع الرسمي